# Андрияка, Сергей Николаевич
Серге́й Никола́евич Андрия́ка (14 июля 1958, Москва, РСФСР, СССР — 16 мая 2024, Москва) — советский и российский художник-акварелист и педагог, действительный член Российской академии художеств (2007). Основатель и руководитель Школы акварели Сергея Андрияки, основатель и ректор Академии акварели и изящных искусств Сергея Андрияки. Народный художник Российской Федерации (2005).

## Биография

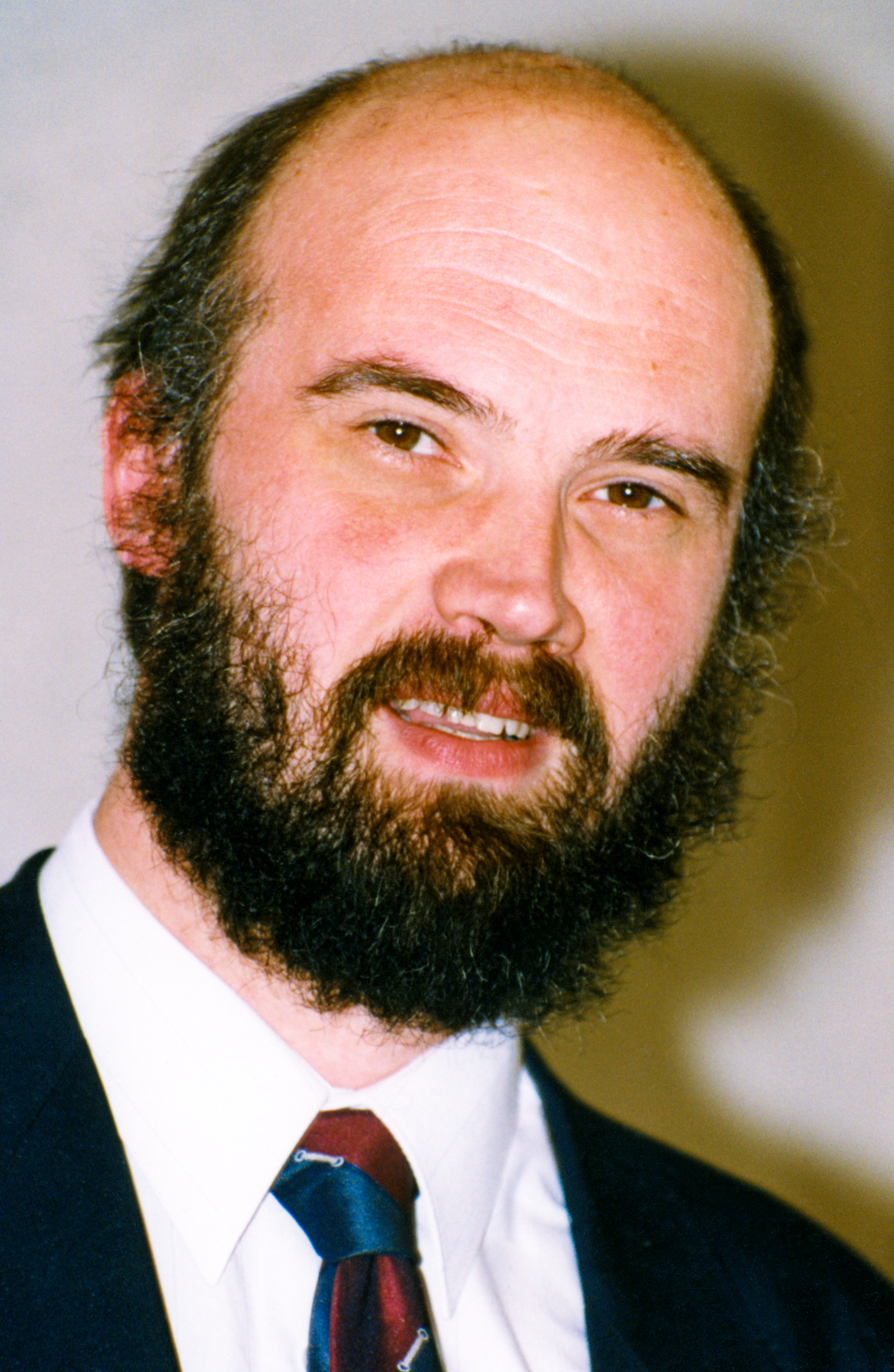
Андрияка в апреле 1998 года

Родился в Москве. Начал рисовать в возрасте шести лет под руководством отца. Затем учился в художественной школе при институте имени Сурикова, которой руководил его отец. В 1976 году, после её окончания, поступил в Московский художественный институт имени Сурикова, где обучался на факультете живописи по специальности «станковая живопись». В 1982 году защитил диплом, темой которого стала историческая картина «На поле Куликовом. Вечная память». С 1982 по 1985 год работал в Творческих мастерских Академии художеств СССР. В 1983 году вступил в Союз художников СССР.
В 1999 году основал Школу акварели Сергея Андрияки и стал её художественным руководителем. В 12 сентября 2012 года в Москве открылось учебное заведение высшего образования — Академия акварели и изящных искусств Сергея Андрияки; школа акварели по состоянию на 2024 год функционирует в качестве обособленного структурного подразделения Академии.
В сентябре 2012 года на телеканале «Культура» вышел цикл авторских телепрограмм художника «Уроки рисования с Сергеем Андриякой».
Член экспертного совета направления «Искусство» в Образовательном центре «Сириус» (г. Сочи).
В 2017 году совместно с Дарьей Фомичевой основал научно-методический журнал «Secreta Artis».
Главный редактор научно-методического журнала «Secreta Artis».
Был членом комиссии по монументальному искусству при Московской городской думе (2020—2024).
Умер 16 мая 2024 года от рака кишечника в возрасте 65 лет. Похоронен на Даниловском кладбище.

### Творчество
Творческую деятельность начинал с работы масляными красками, гуашью и темперой. Занимался также мозаикой, витражом, офортом, росписью по фарфору и эмали. Затем сконцентрировался на акварельной живописи. Основываясь на традициях мастеров классической многослойной акварели, использует в работе послойные лессировочные прописки по сухой или просохшей поверхности бумажного листа. Не используя белила и другие материалы, кроме акварельных красок, художник рисует по памяти, зачастую без предварительного рисунка карандашом.
Основными жанрами творчества являются пейзаж и натюрморт. Многие работы посвящены архитектуре как российских, так и зарубежных городов. В 1995 году по заказу московской мэрии создал шестиметровую акварельную панораму Москвы XIX века (облик города того времени был воссоздан по фотографиям из альбома Николая Найдёнова, 1867).

### Преподавательская деятельность

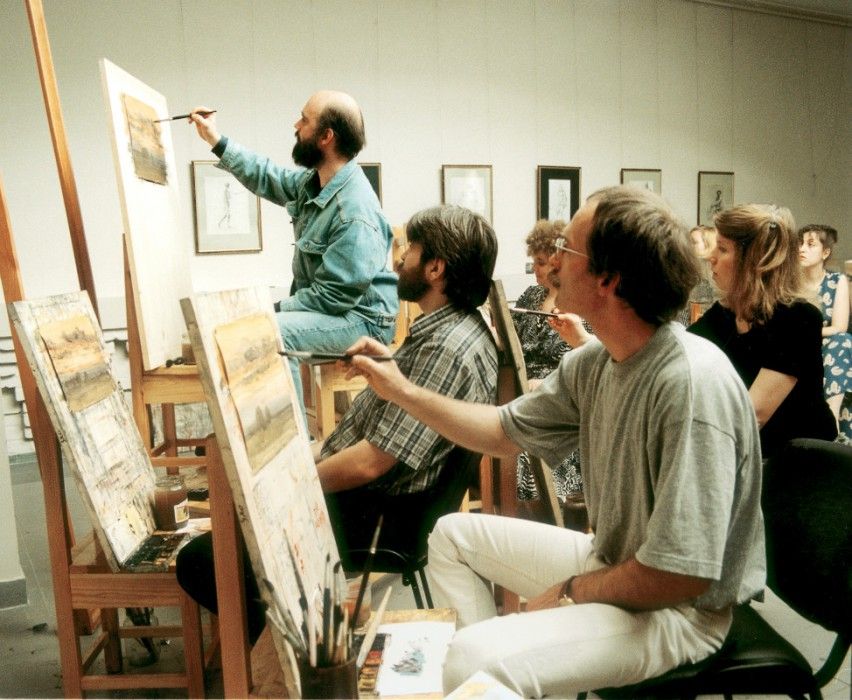
Мастер-класс Сергея Андрияки

С 1977 года, после смерти отца, совмещал учёбу с преподавательской деятельностью.

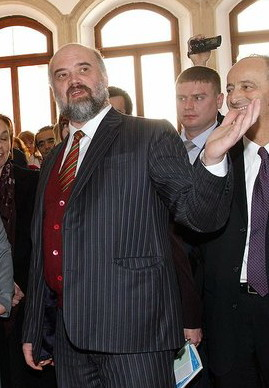
С. Н. Андрияка на персональной выставке (выставочный зал «Манеж», Москва, 2008 год)

С 1979 по 1985 год параллельно с учёбой в институте, а затем одновременно с работой в Творческих мастерских РАХ, преподавал живопись в художественной школе при институте им. Сурикова.
С 1985 по 1989 год работал старшим преподавателем в Московском художественном институте имени Сурикова. Начиная с 1999 года руководил Школой акварели собственного имени, где в основе обучения лежит программа, основанная на одновременном выполнении всех заданий педагогом и учениками, разработанная им самим.
Автор более 50 научных публикаций.

## Семья
Отец, Николай Иванович Андрияка (1905—1977), заслуженный художник РСФСР, преподавал в художественной школе при Московском художественном институте имени Сурикова с её основания в 1939 году, последние годы жизни был её директором.
Мать, Этолия Рудольфовна, работала преподавателем немецкого языка и переводчиком.
Жена — Дарья Андрияка. У Сергея Николаевича шестеро детей: Анна, Фёдор, Елизавета, Ксения, Софья и Мария (род. 21 января 2002).

## Награды и звания
- 1983 — член Союза художников СССР.
- 1996 — Заслуженный художник Российской Федерации (9 апреля 1996 года) — за заслуги в области искусства[12].
- 2001 — член-корреспондент Российской академии художеств.
- 2003 — Почётная грамота Правительства Москвы (23 июля 2003 года) — за большой вклад в развитие изобразительного искусства и подготовку юных художников[13]
- 2005 — Народный художник Российской Федерации (1 октября 2005 года) — за большие заслуги в области изобразительного искусства[14].
- 2007 — действительный член Российской академии художеств.
- 2008 — Знак отличия «За заслуги перед Москвой» (14 июля 2008 года) — за большой личный вклад в развитие изобразительного искусства и многолетнюю плодотворную творческую деятельность[15].
- 2008 — Почётная грамота Московской городской Думы (16 июля 2008 года) — за заслуги перед городским сообществом и в связи с 50-летием со дня рождения[16].
- 2018 — Орден Александра Невского (25 октября 2018 года) — за большой вклад в развитие отечественной культуры и искусства, многолетнюю плодотворную деятельность[17].
- 2020 — Орден Почёта (21 августа 2020 года) — за большой вклад в организацию и проведение социально важных, общественно значимых мероприятий[18].

## Персональные выставки
С 1985 г. по настоящее время состоялось свыше 500 персональных выставок художника, из них наиболее значимые:
- 1994 г. — Центральный выставочный зал «Манеж»: 600 работ (г. Москва).
- 1995, 1996, 2002 гг. — Центральный дом художника (г. Москва).
- 1996 г. — выставочный зал «На Каширке» (г. Москва).
- 1996 г. — выставочный зал «Малый манеж» (г. Москва).
- 1998 г. — Государственная Третьяковская галерея (г. Москва).
- 1994, 2005, 2008, 2011, 2017 гг. — Центральный выставочный зал «Манеж» (г. Москва)
- 2008 г. — Центральный выставочный зал «Манеж» (г. Санкт-Петербург)
- 2008 г. — Юбилейная персональная выставка в Музейно-выставочном комплексе «Царицыно».
- 2022 г. — Новосибирский государственный художественный музей: «Сергей Андрияка. Учитель и ученики»

Участник многих зарубежных выставок: в Германии (Дюссельдорф, Международный экономический форум), Болгарии, Англии, Швейцарии, Франции, Италии, Австрии, Японии (персональная выставка в рамках Официального визита президента РФ в 2005 г.), Китае (персональная выставка в рамках культурной программы Саммита ОТЕС в Шанхае), в Венеции (Фонд культурных инициатив, возглавляемый С. В. Медведевой) и в других странах.
Многие работы находятся в крупнейших музеях мира и частных собраниях.
На Арбатско-Покровской линии Московского метрополитена курсирует поезд «Акварель», вагоны которого в 2007—2009 годах были оформлены репродукциями работ Андрияки и его учеников.

## Учебно-методические пособия
1. Андрияка С. Н. Предисловие // Композиция орнамента: Учебно-методическое пособие по композиции орнамента: по материалам текста и иллюстраций книги Maurice Pillard Verneuil «Étude de la plante, Son application aux industries d’art». Часть I. 2-е изд., испр. М.: Академия акварели и изящных искусств Сергея Андрияки, 2019. С. 3-7.
2. Андрияка С. Н. Акварельный пейзаж: Учебно-методическое пособие. Часть I. 2-е издание. М.: Академия акварели и изящных искусств Сергея Андрияки, 2019. 156 с.
3. Андрияка С. Н. Акварельный пейзаж: Учебно-методическое пособие. Часть II. М.: Академия акварели и изящных искусств Сергея Андрияки, 2019. 88 с.
4. Андрияка С. Н. Цветы. Как писать цветы: Учебно-методическое пособие. 2-е изд. М.: Академия акварели и изящных искусств Сергея Андрияки, 2019. 120 с.
5. Андрияка С. Н. Композиция натюрморта: Учебно-методическое пособие. Часть I. М.: Академия акварели и изящных искусств Сергея Андрияки, 2020. 96 с.
6. Андрияка С. Н. Послесловие // Композиция орнамента: Учебно-методическое пособие по композиции орнамента по материалам текста и иллюстраций книги Maurice Pillard Verneuil «Étude de la plante, Son application aux industries d’art». Часть III. 2-е изд., испр. М.: Академия акварели и изящных искусств Сергея Андрияки, 2020. 76 с.
7. Андрияка С. Н. Акварельный пейзаж: Учебно-методическое пособие. Часть III. Дорожные этюды. М.: Академия акварели и изящных искусств Сергея Андрияки, 2021. 120 с.
8. Андрияка С. Н. Как писать цветы: Учебно-методическое пособие. Часть II. Тайна цветка, тайна цвета. М.: Академия акварели и изящных искусств Сергея Андрияки, 2021. 96 с.
9. Андрияка С. Н. Акварельная живопись: Учебно-методическое пособие. Часть II. Книга вторая. М.: Академия акварели и изящных искусств Сергея Андрияки, 2022. 96 с.
10. Андрияка С. Н. Акварельный пейзаж: Учебно-методическое пособие. Часть IV. Сочинение пейзажа. М.: Академия акварели и изящных искусств Сергея Андрияки, 2023. 104 с.
11. Андрияка С. Н. Акварельный пейзаж: Учебно-методическое пособие. Часть I. 3-е изд., испр. М.: Академия акварели и изящных искусств Сергея Андрияки, 2023. 156 с.
12. Андрияка С. Н. Начальный рисунок. Часть I: учебно-методическое пособие / Художественная обработка текста Д. В. Фомичевой; научный редактор О. В. Волокитина. М.: Академия акварели и изящных искусств Сергея Андрияки, 2023. 144 с.
13. Андрияка С. Н. Цветы. Как писать цветы. Акварель. Часть I: учебно-методическое пособие. 3-е изд. / Художественная обработка текста Д. В. Фомичева. М.: Академия акварели и изящных искусств Сергея Андрияки, 2024. 120 с.
14. Андрияка С. Н. Как писать цветы. Акварель. Часть II. Тайна цветка, тайна цвета: учебно-методическое пособие / Художественная обработка текста, научный редактор Д. В. Фомичева. 2-е изд. М.: Академия акварели и изящных искусств Сергея Андрияки, 2024. 96 с.

## Научные статьи
2018
1. Андрияка С. Н. Слово главного редактора // Secreta Artis. 2018. № 1 (01). С. 2-3. (Публикация ВАК).
2. Андрияка С. Н. Учимся компоновать и изображать пейзаж. Перспектива линейная и воздушная. Панорамный пейзаж // Secreta Artis. 2018. № 1 (01). С. 30-43. (Публикация ВАК).
3. Андрияка С. Н. О натюрморте. Натюрморт творческий и учебный // Secreta Artis. 2018. № 1 (01). С. 4-19. (Публикация ВАК).
4. Андрияка С. Н. Гризайль: переходный этап от рисунка к цвету в акварельном пейзаже // Secreta Artis. 2018. № 2 (02). С. 16-27. (Публикация ВАК).
5. Андрияка С. Н. Наброски животных как метод овладения искусством рисунка в Школе акварели и Академии акварели и изящных искусств // Secreta Artis. 2018. № 2 (02). С. 28-39. (Публикация ВАК).
6. Андрияка С. Н. Акварельный пейзаж: базовые мотивы // Secreta Artis. 2018. № 2 (02). С. 40-69. (Публикация ВАК).
7. Андрияка С. Н. Дорожные этюды // Secreta Artis. 2018. № 3 (03). С. 2-25. (Публикация ВАК).
8. Андрияка С. Н. Акварельный пейзаж: базовые мотивы (Окончание) // Secreta Artis. 2018. № 3 (03). С. 38-57. (Публикация ВАК).
9. Андрияка С. Н. Анализ натюрмортов старых мастеров // Secreta Artis. 2018. № 4 (04). С. 2-27. (Публикация ВАК).
2019
10. Андрияка С. Н. Основные законы постановки натюрморта // Secreta Artis. 2019. № 1 (05). С. 34-47. (Публикация ВАК).
11. Андрияка С. Н. Анализ натюрмортов старых мастеров (Окончание) // Secreta Artis. 2019. № 1 (05). С. 4-15. (Публикация ВАК).
12. Андрияка С. Н. Акварельный пейзаж: зимние мотивы // Secreta Artis. 2019. № 1 (05). С. 58-68. (Публикация ВАК).
13. Андрияка С. Н. О работе над эскизом и натурным материалом к композиции // Secreta Artis. 2019. № 2 (06). С. 2-15. (Публикация ВАК).
14. Андрияка С. Н. Акварельный пейзаж: гризайль как переходный этап от рисунка к цвету // Secreta Artis. 2019. № 2 (06). С. 70-75. (Публикация ВАК).
15. Андрияка С. Н. О постановке интерьерного натюрморта // Secreta Artis. 2019. № 2 (06). С. 84-87. (Публикация ВАК).
16. Андрияка С. Н. Слово главного редактора // Secreta Artis. 2019. № 3 (07). С. 2-9. (Публикация ВАК).
17. Андрияка С. Н. Никита Федосов. К 80-летию со дня рождения художника // Secreta Artis. 2019. № 3 (07). С. 98-103. (Публикация ВАК).
18. Андрияка С. Н. О композиции и постановке натюрморта // Secreta Artis. 2019. № 4 (08). С. 2-27. (Публикация ВАК).
2020
19. Андрияка С. Н. Приветственное слово участникам конференции «Актуальные проблемы преподавания искусства в общеобразовательных организациях Российской Федерации» (2016 г., Москва) // Актуальные проблемы преподавания искусства в общеобразовательных организациях Российской Федерации: Сборник научных статей / ФГБНУ «Институт художественного образования и культурологии РАО». 2-е издание, переработанное и дополненное. М.: Институт художественного образования и культурологии РАО, 2020. С. 3-4. (Публикация РИНЦ).
20. Андрияка С. Н. Дорожные этюды: последовательность работы и технические особенности // Secreta Artis. 2020. № 1 (09). С. 33-59. (Публикация ВАК).
21. Андрияка С. Н. Последовательность постановки простого натюрморта // Secreta Artis. 2020. № 1 (09). С. 86-87. (Публикация ВАК).
22. Андрияка С. Н. Букет сирени. Композиция большеформатного натюрморта и методика его написания в технике акварельной живописи // Secreta Artis. 2020. № 2 (10). С. 54-63. (Публикация ВАК).
23. Андрияка С. Н. Натюрморт с белыми цветами: три варианта последовательности написания многослойной акварели // Secreta Artis. 2020. № 2 (10). С. 80-85. (Публикация ВАК).
24. Андрияка С. Н. Тайна цветка, тайна цвета. О живописи в технике многослойной акварели // Secreta Artis. 2020. № 3 (11). С. 24-39. DOI 10.51236/2618-7140-2020-3-3-24-39. (Публикация ВАК).
25. Андрияка С. Н. Дорожные этюды. Осень. Пасмурный день // Secreta Artis. 2020. № 3 (11). С. 84-87. DOI 10.51236/2618-7140-2020-3-3-84-87. (Публикация ВАК).
26. Андрияка С. Н. Тайна цветка, тайна цвета. О живописи в технике многослойной акварели (Окончание) // Secreta Artis. 2020. № 4 (12). С. 28-39. DOI 10.51236/2618-7140-2020-3-4-28-39. (Публикация ВАК).
27. Андрияка С. Н., Фомичева Д. В. О лесе, об Иване Ивановиче Шишкине и его пейзажных композициях // Secreta Artis. 2020. № 4 (12). С. 6-19. DOI 10.51236/2618-7140-2020-3-4-6-19. (Публикация ВАК).
2021
28. Андрияка С. Н., Зеленина Я. Э. Из опыта руководства дипломными проектами: особенности создания станковой картины в технике многослойной акварели // Secreta Artis. 2021. Т. 4. № 1. С. 60-65. DOI 10.51236/2618-7140-2021-4-1-60-65. (Публикация ВАК).
29. Андрияка С. Н. Акварель без предварительного рисунка. Светлые цветы на светлом фоне // Secreta Artis. 2021. Т. 4. № 1. С. 6-15. DOI 10.51236/2618-7140-2021-4-1-6-15. (Публикация ВАК).
30. Андрияка С. Н. Как писать дорожные этюды? // Secreta Artis. 2021. Т. 4. № 2. С. 36-47. DOI 10.51236/2618-7140-2021-4-2-36-47. (Публикация ВАК).
31. Андрияка С. Н. Особенности живописи белой сирени в технике многослойной акварели // Secreta Artis. 2021. Т. 4. № 3. С. 30-33. DOI 10.51236/2618-7140-2021-4-3-30-33. (Публикация ВАК).
32. Андрияка С. Н. Дорожные этюды. Метод выполнения // Secreta Artis. 2021. Т. 4. № 3. С. 6-15. DOI 10.51236/2618-7140-2021-4-3-6-15. (Публикация ВАК).
33. Андрияка С. Н. Натюрморт для начинающих акварелистов. Наглядное учебно-методическое пособие для преподавания акварели по авторской методике С. Н. Андрияки. Задание № 17 по программе предпрофессионального образования // Secreta Artis. 2021. Т. 4. № 4. С. 22-28. DOI 10.51236/2618-7140-2021-4-4-22-28. (Публикация ВАК).
34. Андрияка С. Н. Слово главного редактора // Secreta Artis. 2021. Т. 4. № 4. С. 6-7. DOI 10.51236/2618-7140-2021-4-4-6-7. (Публикация ВАК).
2022
35. Андрияка С. Н. От натурного рисунка к пейзажной картине // Secreta Artis. 2022. Т. 5. № 1. С. 24-37. DOI 10.51236/2618-7140-2022-5-1-24-37. (Публикация ВАК).
36. Андрияка С. Н. Сочинение пейзажа // Secreta Artis. 2022. Т. 5. № 2. С. 6-20. DOI 10.51236/2618-7140-2022-5-2-6-20. (Публикация ВАК).
37. Андрияка С. Н. Слово главного редактора // Secreta Artis. 2022. Т. 5. № 3. С. 6-7. DOI 10.51236/2618-7140-2022-5-3-6-7. (Публикация ВАК).
38. Андрияка С. Н. Сочинение пейзажа по натурному рисунку городской панорамы // Secreta Artis. 2022. Т. 5. № 3. С. 46-57. DOI 10.51236/2618-7140-2022-5-3-46-57. (Публикация ВАК).
39. Андрияка С. Н. Натюрморт без фона в технике многослойной акварели // Secreta Artis. 2022. Т. 5. № 3. С. 58-63. DOI 10.51236/2618-7140-2022-5-3-58-63. (Публикация ВАК).
40. Андрияка С. Н. Сочинение живописного пейзажа на основе натурной зарисовки // Secreta Artis. 2022. Т. 5. № 4. С. 6-21. DOI 10.51236/2618-7140-2022-5-3-6-21. (Публикация ВАК).
2023
41. Андрияка С. Н. Памятка начинающему рисовальщику // Secreta Artis. 2023. Т. 6. № 1. С. 6-14. DOI 10.51236/2618-7140-2023-6-1-6-14. (Публикация ВАК).
42. Андрияка С. Н. Примеры базовых заданий программы предпрофессионального образования по авторской методике Сергея Андрияки (первое полугодие обучения академическому рисунку) // Secreta Artis. 2023. Т. 6. № 1. С. 15-25. DOI 10.51236/2618-7140-2023-6-1-15-25. (Публикация ВАК).
43. Андрияка С. Н. «Сочинение пейзажа»: новое учебно-методическое пособие Академии акварели и изящных искусств // Secreta Artis. 2023. Т. 6. № 2. С. 50-57. DOI 10.51236/2618-7140-2023-6-2-50-57. (Публикация ВАК).
44. Андрияка С. Н. Зимний солнечный день, мотив против света. Александровский монастырь в Суздале // Secreta Artis. 2023. Т. 6. № 2. С. 58-65. DOI 10.51236/2618-7140-2023-6-2-58-65. (Публикация ВАК).
45. Андрияка С. Н. Проект концепции федеральной рабочей программы начального общего образования по изобразительному искусству (для 1-4 классов образовательных организаций) // Secreta Artis. 2023. Т. 6. № 3. С. 7-8. DOI 10.51236/2618-7140-2023-6-3-7-8. (Публикация ВАК).
46. Андрияка С. Н. «Розовый закат». Наглядное учебное пособие: поэтапное написание зимнего пейзажа в технике многослойной акварели // Secreta Artis. 2023. Т. 6. № 3. С. 11-21. DOI 10.51236/2618-7140-2023-6-3-11-21. (Публикация ВАК).